# Моє кохання на третьому курсі
«Моє кохання на третьому курсі» — радянський художній фільм 1976 року, знятий режисером Юрієм Борецьким за сценарієм Михайла Шатрова, заснованому на його п'єсі «Кінь Пржевальського» (1972). У фільмі вперше прозвучала пісня О. Пахмутової і М. Добронравова «Как молоды мы были». 

## Сюжет
Студентський загін приїхав провести свій трудовий семестр в одному з цілинних радгоспів із девізом – жити та працювати за принципом комуни. Але навіть на обмеженій ділянці простору та часу це виявилося непросто.

## У ролях
- Ануарбек Молдабеков — Сатаєв, директор радгоспу (озвучив А. Карапетян)
- Наталія Головко — Марія Скрябіна
- Тимофій Співак — Олексій Нестеров, комісар студенчеського будзагону
- Олексій Шейнін — Андрій Іконніков
- Галина Борисова — Сілік
- Аскар Карабаєв — Женіс Сапаргалієв
- Михайло Жиров — Юрій Клепіков
- Олексій Мокроусов — Стас Вишневський
- Віктор Коношенков — Єгор Беклемішев
- Наталія Потапова — Таня
- В'ячеслав Молоков — Макс Бубенчиков
- Олександр Мусаханов — Гарік Акопов
- Наталія Санько — Ліка Козаченко
- Анатолій Міщенко — Вадим Антиміров
- Ольга Науменко — Оля Банникова
- Володимир Єрьомін — Павлик Гвоздєв
- Ментай Утепбергенов — роль другого плану
- Нурмухан Жантурін — роль другого плану
- Р. Мартиненко — роль другого плану
- Асаналі Ашимов — роль другого плану
- Юрій Герасимов — роль другого плану
- Олександр Борзов — роль другого плану

## Знімальна група
- Режисер-постановник: Юрій Борецький
- Сценарист: Михайло Шатров
- Оператор-постановник: Енуар Даулбаєв
- Композитор: Олександра Пахмутова
- Художник-постановник: Віктор Тихоненко